# Герб Кшановиці

Герб Кшановиці — один із символів міста Кшановиці та ґміни Кшановице у формі герба.

## Зовнішній вигляд і символіка
На червоному полі золота корона, під якою золотий меч вістрям донизу.

## Історія
Герб надайний місту 1265 року чеським королем Пржемислом Отакаром II. Герб описаний 6 грудня 2002 року в Статуті Кшановицької ґміни.

## Виноски
1. ↑  Uchwała Nr XV/134/2020 RM w Krzanowicach w sprawie ogłoszenia tekstu jednolitego uchwaly w sprawie Statutu Gminy Krzanowice.